# Erebia aglauros
Erebia aglauros är en fjärilsart som beskrevs av Herbst 1796. Erebia aglauros ingår i släktet Erebia och familjen praktfjärilar. Inga underarter finns listade i Catalogue of Life.